# Ник де Фирмиан
Николас Ернест (Ник) де Фирмиан е американски гросмайстор и трикратен шампион на САЩ, спечелвайки първенството на страната си през 1987 (с Жоел Бенджамин), 1995 и 1998 г. Той също поделя първо място в крайното класиране през 2002 г., но губи в плейофа от Лари Кристиянсен. Изявява се още като автор на шахматна литература, като най-известния му труд в тази област е написването на 13-ото, 14-ото и 15-ото издания на важния научен труд „Съвременни шахматни дебюти“ (на английски: „Modern Chess Openings“).
Представя САЩ на няколко междузонални турнири и на три шахматни олимпиади – 1980, 1984 и 1986. Фирмиан е носител на звание международен майстор от 1979 и на звание гросмайстор от 1985. Живее в Дания със съпругата си Кристин, която е шахматен експерт и бивш член на датския женски национален отбор по шахмат.
Фирмиан спечелва през 1983 г. Откритото първенство на Канада. През 1986 г. спечелва турнира „World Open“ и взима наградата за първо място от 21 000 щатски долара, сума-рекорд по онова време за турнир по швейцарската система. Фирмиан също е член от основаването на Prochess, група от гросмайстори посветили се на популяризирането на шахмата в Съединените щати. Американецът има научна степен по физика от Калифорнийския университет - Бъркли.
Гросмайстор Фирмиан е известен експерт по шахматни дебюти и през 1990 г. преработва книгата „Съвременни шахматни дебюти“ за нейното 13-о издаване. През 1999 г. написва 14-ото издание на „Съвременни шахматни дебюти“, което заедно с Nunn's Chess Openings, се смята за най-изтъкнатия еднотомов източник за дебютите на английски език. Той също помага за подготовката на книгата за шахматните дебюти за отбора на компютъра IBM „Deep Blue“ за техния успешен мач срещу Гари Каспаров през 1997 г.
През 2006 г. преработва и разширява книгата-класика от 1921 г. на Хосе Капабланка Chess Fundamentals. Той също написва 15-ото издание на „Съвременни шахматни дебюти“, която е публикувана през април 2008 г.
През януари 2009 г. има ЕЛО коефициент от 2545, което го поставя на 18-о място в САЩ по рейтинг и на 426-о място в света сред активните състезатели и на 458-о място сред всички състезатели.